# Horace Mann Sr.
Horace Mann (4 de mayo de 1796 - 2 de agosto de 1859) fue un escritor, político, filósofo, educador, reformador, y promotor del arte estadounidense. Destacado whig, se dedicó a la promoción de la modernización rápida, y sirvió en la Legislatura del Estado de Massachusetts (1827-37). En 1848, luego de servir como secretario del Massachusetts State Board of Education desde su creación, fue elegido en la Cámara de Representantes de los Estados Unidos. El historiador Ellwood Patterson Cubberley aseveró:

Nadie hizo más que él para establecer en la mente del pueblo estadounidense la concepción de que la educación debe ser universal y no sectaria, libre, y que sus objetivos deben ser la eficiencia social, la virtud cívica, y el carácter, en vez de mero aprendizaje o el avance de los fines sectarios.

Argumentando que la educación pública universal era la mejor manera de convertir a la niñez rebelde de la nación en ciudadanos republicanos disciplinados, juiciosos, Mann ganó amplia aprobación de los modernizadores, especialmente en su Partido Whig, para la construcción de escuelas públicas. La mayoría de los estados adoptaron una u otra versión del sistema se estableció en Massachusetts, en especial el programa de "escuela normal" para capacitar a profesionales de la enseñanza. Mann ha sido acreditado por los historiadores educativos como el "Padre del Movimiento de las Escuelas Comunes".

## Comienzos

### Educación
Nacido en 1796, su padre era granjero yankee sin mucho dinero y escasa educación más de carácter admirable, impartiéndoles a él y a sus cuatro hermanos hábitos de trabajo y altos ideales. En ese escenario, su infancia fue bastante infeliz, marcada por la pobreza, trabajo agotador, sumisión y miedo. Sumado a eso, los métodos de estudio en su distrito escolar eran poco alentadores, los maestros mal preparados y la disciplina muy severa. Su frugal crianza le enseñó hábitos de autonomía e independencia. A partir de los diez años de edad a los veinte, tuvo la escolarización no más de seis semanas anuales, pero hizo uso de la biblioteca de la ciudad. A la edad de 20 años, se inscribió en la Universidad Brown y se graduó en tres años como mejor alumno (1819). El tema de su discurso fue "The Progressive Character of the Human Race" ("El carácter progresivo de la raza humana"), a través del cual la educación, la filantropía y el republicanismo podrían combinarse en beneficio de la Humanidad.
A continuación, estudió derecho por un corto tiempo en el Wrentham (Massachusetts); fue tutor de latín y griego (1820-1822) y bibliotecario (1821-1823) en la Universidad Brown. Durante 1821-1823, también estudió en la Facultad de Derecho de Litchfield y, en 1823, fue admitido a la barra en el condado de Norfolk, Massachusetts.

### Legislatura de Massachusetts
Mann fue elegido a la legislatura en 1827, y en ese cuerpo fue activo en los intereses de la educación, la beneficencia pública, y las leyes para la supresión de la intemperancia y loterías. Estableció a través de sus esfuerzos personales el manicomio estadual en Worcester, y en 1833 fue presidente de su consejo de administración. Retornó a la legislatura como representante de Dedham hasta su traslado a Boston en 1833. Si bien en la legislatura fue miembro y parte del tiempo presidente de la comisión para la revisión de los estatutos del estado, y un gran número de disposiciones saludables fueron incorporados en el código a su sugerencia. Después de su promulgación fue nombrado uno de los editores de la obra, y preparó sus notas marginales y sus referencias a las resoluciones judiciales. Fue elegido miembro del Senado del Estado de Massachusetts de Boston en 1833, y fue su presidente en 1836-1837. Como miembro del Senado, pasó un tiempo como el líder de la mayoría, y dirigió su atención a la infraestructura, la financiación de la construcción de ferrocarriles y canales.

### Matrimonios
En 1830, se casó con Charlotte Messer, hija del rector de la Universidad Brown. Murió dos años más tarde el 1 de agosto de 1832, y él apenas se recuperó del dolor y conmoción que lo acompañó hasta su muerte. En 1843, se casó con Mary Tyler Peabody. Después, la pareja se acompañó con Samuel Gridley Howe y Julia Ward Howe en una doble luna de miel a Europa. Horace y Mary tuvieron tres hijos: Horace Mann Jr., George Combe Mann, Benjamin Pickman Mann.

## Reforma educativa
No fue hasta que fue nombrado secretario en 1837 de la nueva Junta de educación (enlace roto disponible en Internet Archive; véase el historial, la primera versión y la última). de Massachusetts (tal la primera posición en los Estados Unidos) iniciando la obra que iba a colocarlo en el rango más importante de educadores estadounidenses. Anteriormente, no había mostrado ningún interés especial en la educación. Se le alentó a tomar el trabajo solo porque era una posición oficial paga y establecida por la legislatura. Comenzó como secretario de la junta. Al entrar en sus deberes, se retiró de todas las otras actividades profesionales o de negocios y de la política.
Esto lo llevó a convertirse en el más destacado portavoz nacional para esa posición. Ocupó este cargo, y trabajó con una intensidad notable, celebrando y apoyando convenciones y convenios docentes, llevando a cabo numerosas conferencias y direcciones, llevando a cabo una extensa correspondencia, e introduciendo numerosas reformas.
Mann viajó a todas las escuelas del estado para poder examinar físicamente cada área escolar. Planeó e inauguró el sistema de Escuela Normal en Massachusetts en Lexington (que poco después se trasladó a Framingham), Barre (que poco después se trasladó a Westfield) y Bridgewater, y comenzó la preparación de una serie de informes anuales, con amplia circulación y fueron considerados como "una de las mejores exposiciones, si, de hecho, no son los mejores queridos, de la práctica beneficios de una educación escolar común tanto para el individuo como para el Estado".
Por su defensa del desuso de la mala práctica de los castigos corporales en la disciplina escolar, se vio involucrado en una controversia con algunos de los maestros de Boston que dieron lugar a la adopción de sus puntos de vista del desuso de castigos corporales.
En 1838, fundó y dirigió "The Common School Journal". En esa revista, Mann se enfocó a la escuela pública y sus problemas. Sus seis ejes principales fueron:
- (1) el pueblo ya no debe permanecer en la ignorancia, no pueden ser ignorantes y al mismo tiempo libres;
- (2) que dicha educación debe ser paga, controlada y sostenida por el sector público;
- (3) que esta educación se imparte mejor en las escuelas que abrazan a los niños de variedades de clases sociales;
- (4) que esta educación debe ser no sectaria;
- (5) que esta educación debe ser enseñada con el espíritu, métodos, y la disciplina de una sociedad libre;
- (6) que la educación debe ser proporcionado por docentes profesionales bien entrenados.

Mann trabajó para más y mejor equipados edificios de escuelas, años escolares más largos (hasta los 16 años), una mayor remuneración para los profesores, y un plan de estudios más amplio.
Bajo los auspicios de la junta, pero por su propia cuenta, se fue a Europa en 1843 para visitar escuelas, sobre todo en Prusia, y su séptimo informe anual, publicado después de su regreso, encarna los resultados de su gira. Se imprimieron muchas ediciones de este informe, no solo en Massachusetts, sino en otros estados, en algunos casos particulares y en otros por las legislaturas; varias ediciones se publicaron en Inglaterra. En 1852, apoyó la decisión de adoptar el sistema educativo prusiano en Massachusetts. Poco después de Massachusetts adoptó el sistema de Prusia, el gobernador de Nueva York estableció el mismo método en doce escuelas de Nueva York diferentes a modo de prueba.
Mann esperaba que al juntar a la niñez de todas las clases, pudiendo tener una experiencia de aprendizaje común. Eso también daría la oportunidad a los menos afortunados para avanzar en la escala social y la educación sería "igualar las condiciones de los hombres." Por otra parte, se considera también como un camino hacia el progreso social por el movimiento obrero temprano y como un objetivo de tener escuelas comunes. Mann también sugirió que al tener las escuelas que ayudaría a los estudiantes que no tienen la disciplina apropiada en el hogar. La formación del carácter de una persona era tan importante como la lectura, escritura y aritmética. inculcar valores como la obediencia a la autoridad, la puntualidad en la asistencia, y la organización del tiempo de acuerdo con volteo de campanas ayudaron a los estudiantes a prepararse para un futuro empleo. Mann enfrentó cierta resistencia de los padres que no quieren renunciar a la educación moral de los maestros y burócratas. Las escuelas normales formaron en su mayoría a mujeres, dándoles nuevas oportunidades profesionales como maestros.
El resultado práctico de la obra de Mann fue una revolución en el enfoque utilizado en el sistema escolar común de Massachusetts, que a su vez influyó en la dirección de otros estados. En el desempeño de su trabajo, Mann se encontró con una fuerte oposición por parte de algunos maestros de Boston que desaprobaron fuertemente sus ideas pedagógicas innovadoras, y por los diversos sectarios religiosos, que contienden contra la exclusión de toda la instrucción sectaria de las escuelas. Mann es a menudo llamado "el padre de la educación pública estadounidense."

### Naturaleza secular
A medida que la vieja  Old Deluder Satan Act (Ley de Engaños de Satanás) y otras atestiguaciones de las Leyes Escolares de Massachusetts, la educación temprana, incluso bajo el control del Estado de Massachusetts, tenía una intención clara religiosa. Sin embargo, en el momento de la dirección de Mann en la educación, diversos acontecimientos (incluyendo una vibrante fe protestante populista y el aumento de la diversidad religiosa) fomentaron un sistema escolar secular con una postura pasiva religiosamente. Mann afirmó alguna vez: 
El único propósito del castigo es la prevención del mal; nunca impulsará a nadie al bien.
Mientras Mann afirmó que "nuestras Escuelas Públicas no son Seminarios teológicos" y que fueron "excluidos por la ley de inculcar doctrinas peculiares y distintivos de cualquier denominación religiosa entre nosotros ... o todo lo que es esencial para la religión o de la salvación" aseguró a los que se opuso a esta naturaleza secular que "nuestro sistema inculca con seriedad toda moral cristiana, sino que funda su moral sobre la base de la religión, sino que da la bienvenida a la religión de la Biblia, y, en la recepción de la Biblia, que le permite hacer lo se permite hacer en ningún otro sistema, - para hablar por sí mismo, sino que se detenga aquí, no porque afirma haber rodeado, toda la verdad; pero debido a que se exime de actuar como un árbitro entre las opiniones religiosas hostiles ".
Mann dijo que esta posición dio lugar a un uso casi universal de la Biblia en las escuelas de Massachusetts y que esto sirvió como un argumento en contra de la afirmación de algunos de que el cristianismo fue excluido de sus escuelas, o que era anticristiana.
Mann también dijo una vez que

"puede no ser fácil en teoría, trazar una línea entre los puntos de vista de la verdad religiosa y de la fe cristiana, que es común a todos, y puede, por lo tanto, con propiedad inculcarse en las escuelas, y las que, siendo propia de sectas individuales, por lo tanto, son excluidos por la ley; todavía se cree que ninguna dificultad práctica se produce en la dirección de nuestras escuelas en este sentido ".

En lugar de sancionar una iglesia particular en lo que a menudo era la norma en muchos Estados, el legislador proscribió libros "calculados para favorecer los principios de cualquier conjunto particular de cristianos.

## Congreso de EE. UU.
En la primavera de 1848 fue elegido miembro del Congreso de Estados Unidos como whig para llenar la vacante causada por la muerte de John Quincy Adams. Su primer discurso en el Cuerpo estuvo en la defensa de su derecho y el deber de excluir la esclavitud de los territorios, y en una carta en diciembre de ese año, dijo:

"Creo que el país experimenta tiempos de graves interferencias con la esclavitud excitando una conmoción civil en el Sur. Pero es mejor interferir. Ahora es el momento para ver si la Unión es una cuerda de arena o una banda de acero." Una vez más, dijo: "Considero que ningún mal es tan grande como la esclavitud, y pasaré el Wilmot Proviso con el Sur rebelde o no."

 Durante la primera sesión, se ofreció como abogado de Drayton y Sayres Archivado el 8 de marzo de 2016 en Wayback Machine., que fueron acusados por el robo de 76 esclavos en el Distrito de Columbia, y en el juicio dedicó durante 21 días consecutivos en su defensa. En 1850, fue contratado en una controversia con Daniel Webster en lo que se refiere a la extensión de la esclavitud y la Ley de fuga de esclavos. Mann fue derrotado por un solo voto en la convención de nominación que siguió por los partidarios de Webster; pero, al apelar a la gente como un candidato independiente contra la esclavitud, que fue reelegido, sirviendo a partir de abril de 1848 hasta marzo de 1853.

## Liderazgo del Antioch College y últimos años
En septiembre de 1852, fue nominado para gobernador de Massachusetts por el Free Soil Party y el mismo día, fue elegido presidente del recién creado Antioch College en Yellow Springs (Ohio). Al fracasar en la elección para gobernador, aceptó el rectorado de la universidad, en la que continuó hasta su muerte. Allí enseñó economía, filosofía y teología; siendo popular entre los estudiantes y con audiencias en todo el Medio Oeste que asistía a sus conferencias de promoción de escuelas públicas. Mann también empleó la primera mujer miembro de la Facultad en ser pagada en igualdad de condiciones con sus colegas masculinos, Rebecca Pennell, su sobrina. Su mensaje de inicio a la clase de 1859 fue:

"tener vergüenza de morir sin haber ganado alguna victoria para la humanidad"

 y que repitió en cada clase de graduados, a cada inicio.
Antioch College fue fundado por la Conexión Cristiana que más tarde retiró su apoyo financiero haciendo que la universidad debiera luchar durante muchos años con escasos recursos financieros, debido a la lucha interna sectaria. El propio Mann fue acusado de incumplimiento con la secta porque, por ser previamente congregacionalista por educación, se unió a la Iglesia Unitaria.

### Deceso
Desmejoró poco después de 1859 y murió ese verano. El historiador de Antioch Robert Straker escribió que Mann había sido "crucificado por los sectarios de cruzada." Ralph Waldo Emerson lamentó "lo que parecen los residuos mortales del trabajo y la vida en Antioch." La esposa de Mann, escribió, con angustia que "la sangre del martirio riega el terreno," más adelante desenterrado el cuerpo en Yellow Springs.
Fue sepultado en la North Burial Ground en Providence (Rhode Island), cerca de su primera esposa, Charlotte Messer Mann (Charlotte era la hija de Asa Messer, un presidente de la Brown University.)

### Legado
La mayoría de los historiadores lo tratan como el líder más importante y beneficioso de la reforma de la educación, en el período anterior a la guerra civil (1861 a 1865).

## Principales escritos y obra
- Common School Journal, v. 1-2. Con William Bentley Fowle. Ed. Marsh, Capen, Lyon, Webb, 100 p. 1839

- Lectures on Education, American education--its men, ideas, and institutions. Ed. W.B. Fowle & N. Capen, 338 p. 1845

- A Few Thoughts for a Young Man Boston, 1850

- Slavery: Letters and Speeches 1851

- Powers and Duties of Woman 1853

- Sermons 1861

- Annual reports on education. Life and works of Horace Mann 3. Ed. Mary Tyler Mann. 758 p. 1868

- Life and Complete Works of Horace Mann, (2 v. Cambridge, 1869

- Thoughts selected from the Writings of Horace Mann 1869

- The Case for Public Schools

- The Life and Works of Horace Mann, con introducción de su segunda esposa, Mary Peabody Mann.

### Introducción del sistema educativo prusiano en EE. UU.
Educadores estadounidenses estaban fascinados por las tendencias educativas alemanas. En 1818, John Griscom dio un informe favorable del Educación de Prusia. A partir de 1830, las traducciones inglesas del trabajo del filósofo francés Victor Cousin, "Informe sobre el estado de la educación pública en Prusia." Calvin Stowe E., Henry Barnard, Horace Mann, George Bancroft y Joseph Cogswell todos tenían un enorme interés en la educación alemana. En 1843, Mann viajó a Alemania para investigar cómo funcionaba el proceso educativo. A su regreso a los Estados Unidos, presionó fuertemente para que el "modelo prusiano" fuese adoptado.
Mann convenció a sus colegas modernizadores, especialmente los del Partido Whig, para legislar la educación pública primaria con apoyo de impuestos en sus Estados. De hecho, la mayoría de los estados del norte adoptaron una u otra versión del sistema establecido en Massachusetts, en especial el programa de "escuelas normales" para capacitar a profesionales de la enseñanza. en 1852, Mann fue clave en la decisión de adoptar el sistema educativo prusiano en Massachusetts. Pronto el estado de Nueva York estableció el mismo método en doce escuelas diferentes a modo de prueba.

## Obras póstumas
No fue un educador activo, pues su paso por la docencia fue de corta duración y casi circunstancial; tampoco se lo puede considerar un teórico de la pedagogía en el sentido estricto del término. Nacido de humildes orígenes, se elevó por propios méritos gracias a su tenacidad perseverante. Graduado de abogado, desarrolló su actividad en el foro y la política. Como legislador se interesó profundamente en la educación, y las instituciones que creó, entre ellas la primera Escuela Normal (en la que se inspiró Sarmiento para la fundación de la de Paraná (Argentina), y sus reformas influyeron en todo EE. UU. y otros países.

## Honores

### Eponimia
Tiene muchos lugares, como escuelas, en todo el mundo que llevan su nombre. 
- Estatua de Horace Mann se pone en la Mansión del Estado de Massachusetts, junto con la de Daniel Webster.

- Antioch College un monumento lleva su cita, que ha sido recientemente aprobado como el lema de la universidad: "tener vergüenza de morir antes de tener alguna victoria para la humanidad."

- Universidad de Colorado del Norte nombró el ingreso de su campus en su dedicación, un regalo de la Clase de 1910.[26]

- Asociación Mutual de Seguros de Educación de Illinois, en Springfield, Illinois, fue rebautizado, en 1950 como Corporación de Educadores de Horace Mann.

- Edificio principal de la Oficina de Presidentes, junto con cuentas de estudiantes situada en el campus de la Universidad Estatal de Westfield.

- Edificio de [http://www.tc.columbia.edu/ Teachers College, Universidad de Columbia.

- Un edificio de la Universidad Central del Este, Ada, Oklahoma.

- El Edificio de la Educación Northwest Missouri State University, Maryville, Missouri.

- Edificio Escuela Horacio Mann, de la Pittsburg State University, Kansas. Hoy alberga el Centro de Bienvenida del Estudiante.

- Horace Mann Hall en Rhode Island College, Providence, Rhode Island.

- Escuela Horace Mann en Salem, Massachusetts.

- El Auditorio Horace Mann, Universidad Estatal de Bridgewater.

- Escuela Intermedia Horace Mann, en su ciudad natal, Franklin (Massachusetts)

- Escuela Intermedia Horace Mann, San Diego, California

- Escuela Primaria Horace Mann, Dayton, Ohio

- Escuela Primaria Horace Mann, Redmond, Washington

- Escuela Primaria Horace Mann, Cherry Hill, Nueva Jersey

- Escuela Primaria Horacio Mann en la Ciudad de México